# Joguines òptiques
Les joguines òptiques són els diferents aparells simuladors del moviment creats a partir del fenomen de la persistència visual.
Aquest concepte de la percepció del moviment va aparèixer el 1824, quan el metge anglès Peter Mark Roget va plantejar el principi de la persistència retiniana, segons el qual l'ull (o la retina) té la capacitat de guardar l'última imatge que li arriba, el que fa que un objecte sigui percebut fins i tot quan ja no hi és. Amb una fracció de segon, l'estímul lluminós és gravat a la retina, això proporciona visió del moviment i la sensació de continuïtat. Segons la tesi de Roget, podem percebre la continuïtat de 24 imatges per segon.

## Antecedents
- El Mirall màgic
- Les Ombres xineses
- La Llanterna mágica

## Tipus
A partir d'aquest principi, es van crear diverses joguines òptiques:

### El Taumàtrop

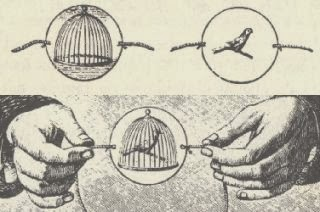
Exemple d'un taumàtrop.

El Taumàtrop va ser inventat el 1825 per John Ayrton Paris. El seu nom prové del grec; thauma vol dir maravella, i tropos representa l'acció de girar. Aquesta joguina òptica consisteix en un disc de cartró que porta un dibuix per ambdós costats, en el qual, a les vores, té un llistó que quan gira dona la il·lusió de superposar les imatges.

### El fenaquistoscopi

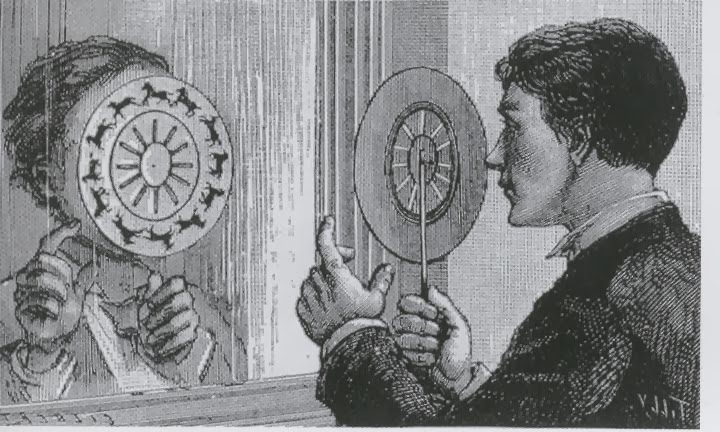
Exemple d'un fenaquistoscopi.

El Fenaquistoscopi el va inventar Plateau l'any 1832. El seu nom també prové del grec; phénakisticos vol dir enganyar, i scopein examinar. Aquest aparell consisteix en una placa, normalment metàl·lica, adherida a un palet de fusta, en la qual hi ha tot un seguit de dibuixos (intercalats per uns petits forats) que estan realitzant una mateixa acció cada vegada més avançada. A més, qui fa servir l'aparell, s'ha de col·locar davant d'un mirall i mirar per aquests petits forats, de manera que al fer girar la placa, sembla que el dibuix es mou, i així, es crea la il·lusió de la imatge en moviment.

### El zoòtrop
El Zoòtrop és una altra joguina òptica que va ser inventada per William George Horner l'any 1934. Aquest aparell consisteix en un cilindre de metall amb ranures verticals, a través de les quals es pot mirar els dibuixos que es formen dins del cilindre. Aquests dibuixos eren d'un mateix cos, els quals al fer girar el cilindre, donaven la sensació d'estar en moviment.

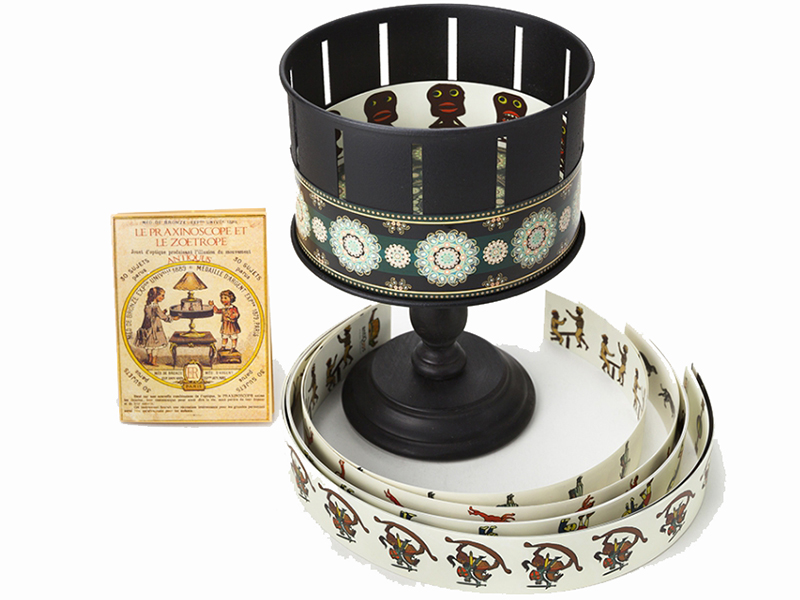
Exemple d'un zoòtrop.

El zoòtrop va patir algunes modificacions per a perfeccionar el seu funcionament, d'aquestes modificacions va sorgir un altre aparell; el Praxinoscopi.

### El foliscopi
El Foliscopi és un altre tipus de joguina òptica. Consisteix en un petit llibre que conté una sèrie de dibuixos, els quals l'acció que realitzen va avançant gradualment d'un full a un altre, de manera que quan els passes ràpidament, s'aconsegueix la desitjada sensació de la imatge en moviment. De fet, aquesta joguina, és una forma primitiva d'animació, que bàsicament demostra i juga amb la persistència retinal.

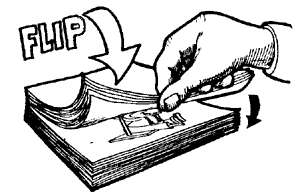
Exemple d'un foliscopi.

La primera vegada que es va trobar una mostra d'aquesta joguina òptica va ser l'any 1868.

### El praxinoscopi
El Praxinoscopi és un aparell molt similar al zoòtrop. Va ser inventat per Émile Reynaud l'any 1877, i patentat el 21 de desembre del mateix any. Parteix de la mateixa base que el zoòtrop: cilindre de metall on s'hi col·loquen dibuixos, però en aquest cas en comptes de disposar de "talls" mitjançant els quals mirar aquests dibuixos, disposa de miralls. Al dirigir la mirada als miralls interiors és veu el reflex dels dibuixos i s'observa una seqüència nítida, una animació estable on les imatges es fusionen i aconsegueixen l'efecte de moviment.

## L'origen del cinema
La història del cinema tracta de l'evolució tècnica i artística de l'art de les imatges en moviment. Les pel·lícules han evolucionat gradualment des de les fires ambulants fins a les modernes sales de projeccions, i han passat de ser una atracció curiosa a esdevenir un mitjà de comunicació de masses. Per tant, es pot dir que l'origen del cinema es troba en les joguines òptiques, les quals van aconseguir la il·lusió del moviment gràcies al fenomen de la persistència retiniana.

Alguns dels aparells dels que van permetre aquesta evolució són:

### El cinetoscopi
El cinetoscopi, paraula composta a partir del grec "moviment" (κίνητο) i "observar (σκοπέω), va ser un invent patentat per Edison l'any 1891. L'aparell era compost per una caixa de fusta perforada, amb una lent just on hi havia el forat. A dins, s'hi trobava una bombeta i un rotlle de pel·lícula que es podia veure en moviment gràcies a una pantalla d'augment. Per fer-ho calia dipositar una moneda i observar de forma individual, no com un projector de pel·lícules, tot i que va introduir l'estàndard de l'àmbit abans que arribés el vídeo.

### El quinetòfon
El quinetèfon, paraula composta a partir del grec "moviment" (κινέω) i de l'anglès "so" (phone), és un dispositiu que va ser inventat per Thomas Alva Edison i William Kennedy Laurie Dickson, a finals del segle xix. L'objectiu d'aquest aparell consistia en aconseguir unificar imatge i so, per aconseguir-ho, projectava la pel·lícula del cinetoscopi (amb certes millores) i sincronitzada amb el so del fonògraf.
L'abandonament de Dickson i l'arribada del cinematògraf dels germans Lumière a França va comportar que l'invent no arribés a l'èxit que s'esperava.

### El cinematògraf
El cinematògraf, invent dels germans Lumière, va ser el primer capaç de filmar i projectar imatges en moviment. El van patentar a finals del segle xix i és un clar antecedent del cinema actual.

### El sistema sincrònic Elgéphone
El sistema sincrònic Elgéphone va ser construït per la casa Gamount l'any 1910. Es tracta d'un aparell que encarna un dels primers intents en la història del cinema de sincronitzar imatge i so. Funcionava mitjançant un sistema en que l'agulla del gramòfon, a més de fer vibrar una membrana com en els aparells normals, actuava sobre una vàlvula que regulava el flux d'aire comprimit a través de dues grans botzines. Segons alguns testimonis, la qualitat del so era òptima i la música semblava provenir d'un orgue.

### Cronòfon
Aparell sonor de major èxit en l'època inicial del cinema que no pas el sistema sicrònic Elgéphone (consisteix en un perfeccionament posterior d'aquest), construït l'any 1908.